# La Pedra dels Tres Bisbats
La Pedra dels Tres Bisbats és una muntanya de 1.900 metres que es troba entre els municipis d'Ogassa, de Pardines i de Vilallonga de Ter, a la comarca catalana del Ripollès.